# DIY Network
DIY (Do-It-Yourself) Network is een Amerikaanse televisiezender die zich richt op doe-het-zelfprojecten. In de programma's ontvangen kijkers tips en handleidingen bij onder meer klussen, hobbywerk en tuinieren.
Het kanaal begon op 31 december 1999 met uitzenden en is eigendom van Warner Bros. Discovery (voorheen Scripps Networks Interactive en Discovery, Inc.). De zender zendt lokale versies uit in specifieke regio's in de Verenigde Staten en is daar in 50 miljoen huishoudens te ontvangen. Daarnaast is het kanaal te ontvangen in Canada, Japan en op de Filipijnen. Zusterzenders van DIY Network zijn Cooking Channel, Food Network, Great American Country, HGTV en Travel Channel.